# Renate Marsch-Potocka

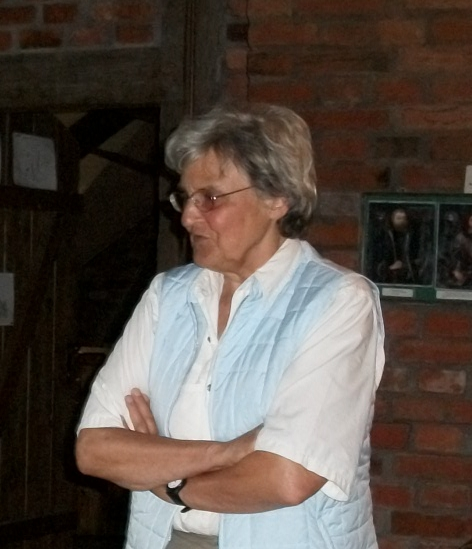
Renate Marsch-Potocka 2011

Renate Marsch-Potocka (* 21. Juni 1935 in Beeskow) ist eine deutsche Journalistin und ehemalige dpa-Korrespondentin. Sie hat sich während ihrer Tätigkeit in Polen von 1965 bis 1970 und von 1974 bis heute  für die deutsch-polnische Verständigung eingesetzt.

## Familie, Kindheit und Ausbildung
Renate Marsch-Potocka verbrachte ihre Kindheit in Kummersdorf (bei Berlin) und erlebte 1943 die Zerstörung ihres Elternhauses durch eine versehentlich abgeworfene Brandbombe. Sie besuchte in der Kriegs- und Nachkriegszeit mehrere Schulen in Kummersdorf, Neustadt (Dosse), Osnabrück, Potsdam und Berlin. Sie erlebte die Grausamkeiten des Krieges während der letzten Schlachten um Berlin und musste den Tod ihres Vaters miterleben, der von einem russischen Soldaten erschossen wurde.
Nach dem Abitur studierte sie Jura in Berlin an der Freien Universität und in Göttingen. Danach trampte sie durch Norwegen und Frankreich und genoss das freiheitliche Leben in der existenzialistischen Szene in Paris.

## Journalistin und Korrespondentin
Um etwas Geld zu verdienen, begann sie im Jahre 1960 bei dem Pariser Büro der dpa zunächst als Aushilfssekretärin, dann als freie Mitarbeiterin in der Kulturabteilung. Ihre erste Aufgabe war die Prozessbeobachtung von Pierre Lagaillarde, der in Algier einen Aufstand gegen die sich anbahnende Unabhängigkeit Algeriens organisiert hatte und dafür zu einer mehrjährigen Haftstrafe verurteilt wurde.
Nach einem Volontariat in der dpa Zentrale in Hamburg wurde sie dort Dienststellenleiterin für Auslandsnachrichten.
Sie vertrat die dpa Deutsche Presse-Agentur GmbH zweimal in Warschau: zunächst von 1965 bis 1970, dann erneut von 1974 bis 1996.
Während ihrer Tätigkeit lernte sie Władysław Potocki kennen, einen aus dem polnischen Hochadel stammenden Grafen, den sie heiratete. Der Ehe entstammen zwei Kinder, Alexander und Katharina.

## Wirken in Polen
Zu den wichtigsten Themen, über die sie als Korrespondentin berichtete, zählen die Wahl des aus Polen stammenden Papstes Johannes Paul II. im Jahr 1978, die Gründung der Gewerkschaft Solidarność und die Verhängung des Kriegsrechtes in Polen 1981. Sie trug mit ihrer kenntnisreichen Berichterstattung, vor allem auch über die Hintergründe der Danziger Ereignisse 1980, dazu bei, dass die Deutsche Presse-Agentur (dpa) in Qualität und Schnelligkeit der Berichterstattung aus Polen von den übrigen Weltnachrichtenagenturen nicht zu schlagen war.
Für ihre Arbeit erfuhr sie in Polen nach 1990 auch hohe Anerkennung, wobei ihre wahrheitsgetreue Berichterstattung über die Lage Polens während des Kriegsrechts und ihre hervorragenden Verdienste in der Unterstützung der demokratischen Prozesse in Polen hervorgehoben wurden.
Sie hatte hervorragende Kenntnisse der polnischen politischen Szene und stand vielen deutschen politischen Beobachtern und Berichterstattern für Hintergrundgespräche zur Verfügung.
Im deutschen Fernsehen war sie Gast bei der ARD-Sendung Internationaler Frühschoppen von Werner Höfer.

## Weitere Aktivitäten

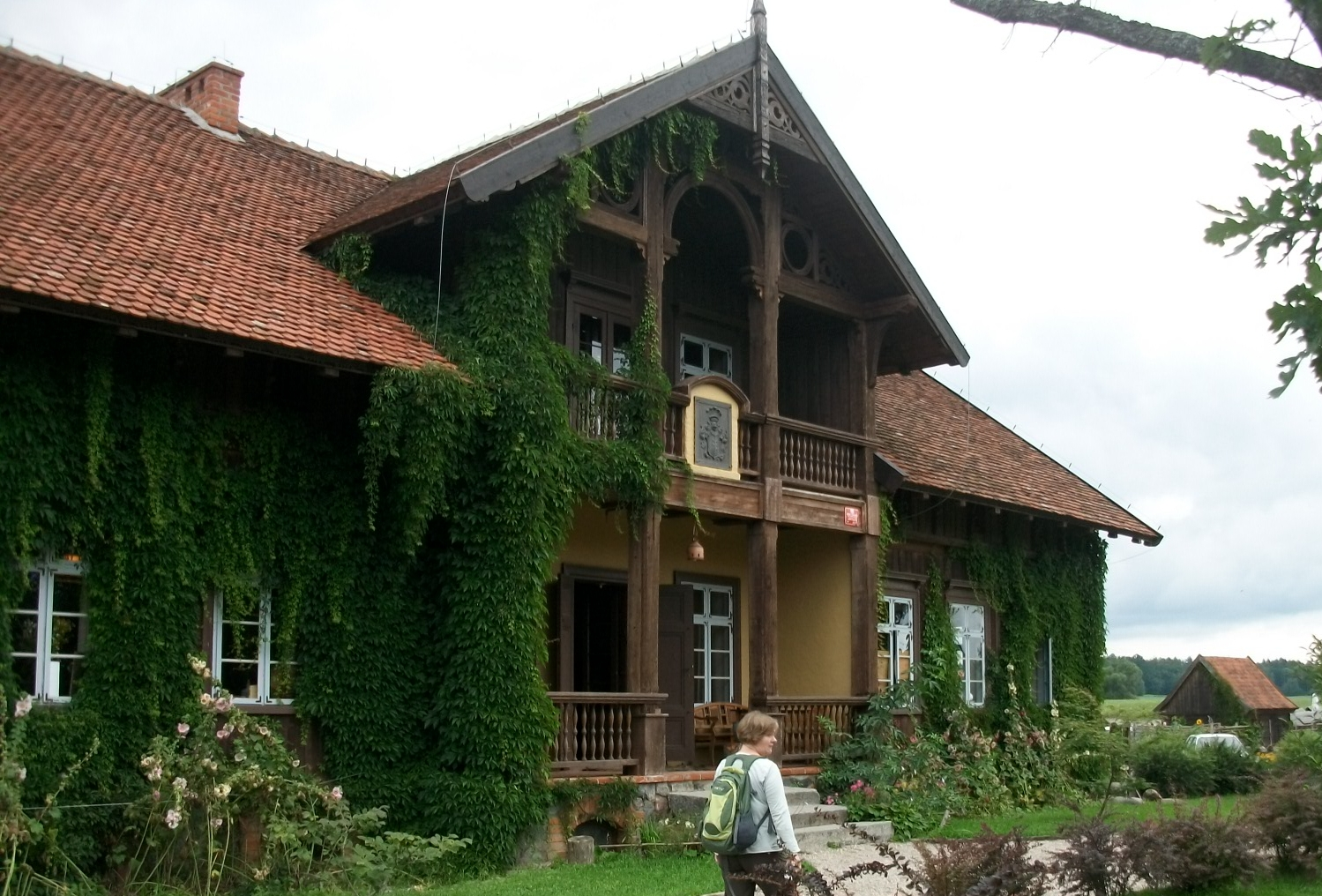
Historisches Försterhaus Steinort (umgesetzt) 2011

Nach ihrer Pensionierung im Jahre 1996 zog sie sich auf ihren Landsitz in Gałkowo in den Masuren zurück. Einige Jahre war sie noch im Auftrag der dpa als freie Mitarbeiterin für den russischen Teil Ostpreußens zuständig. Sie engagierte sich auch in einem deutsch-polnischen Workshop für Redakteure. Außerdem setzt sie sich  für den Erhalt des deutschen Kulturerbes in Masuren und die deutsch-polnische Verständigung ein.
In dem Landsitz, der sich in dem umgesetzten ehemaligen Jagdhaus aus Steinort, befindet, richtete sie ein größeres Zimmer als Andenken an die deutsche Publizistin Marion Dönhoff ein. Dort befindet sich eine reichhaltige Sammlung über Ostpreußen. Der Salon „Dönhoff“ ist mittlerweile eine Touristenattraktion und wird in  Reiseführern beschrieben. Ebenfalls befinden sich dort Informationen über die Familie der Potocki.

## Auszeichnungen
- Mai 1990: „Theodor-Wolff-Preis“ für ihren dpa-Beitrag: „Polen vor einer Gratwanderung mit vielen Unbekannten“, der als dpa Meldung in drei Teilen zur polnischen Wende erschien.
- Juni 2012: „Offizierskreuz des Ordens der Wiedergeburt Polens“
- Mai 2014: „Feder der Freiheit“ der Polnischen Presseagentur (PAP).
- Mai 2019: „Fürstbischof Ignacy-Krasicki-Ehrenmedaille“ für ihre Verdienste für die Entwicklung der Region Masuren und Ermland.

## Veröffentlichung
- Renate Marsch-Potocka und Grażyna Strzelecka: Polen. 1. Auflage. Dt. Taschenbuch-Verl., München 1996, ISBN 3423370165.